# نيكولا ليغروتالي
 نيكولا ليغروتالي  (بالإيطالية: Nicola Legrottaglie)‏ ولد في 20 أكتوبر 1976 في جويا ديل كولي في إيطاليا هو لاعب كرة قدم إيطالي بدأ مسيرته الكروية مع نادي فيرونا ثم تنقل بين نادي براتو وكييفو فيرونا وفي عام 2005 انتقل إلى يوفنتوس.

## روابط خارجية
- نيكولا ليغروتالي على موقع الاتحاد الدولي (مؤرشف)  (الإنجليزية)
- نيكولا ليغروتالي على موقع الاتحاد الأوربي (الإنجليزية)
- نيكولا ليغروتالي على موقع قاعدة بيانات كرة القدم.إي يو (الإنجليزية)
- نيكولا ليغروتالي على موقع ناشيونال فوتبول تيمز (الإنجليزية)
- نيكولا ليغروتالي على موقع Soccerway.com (الإنجليزية)
- نيكولا ليغروتالي على موقع عالم كرة القدم.نت (الإنجليزية)
- نيكولا ليغروتالي على موقع كووورة
- نيكولا ليغروتالي على موقع AS.com (الإسبانية)
- نيكولا ليغروتالي على موقع GSA (الإنجليزية)